# Nashwaak Village
Pour les articles homonymes, voir Nashwaak (homonymie).
Nashwaak Village est une localité située au Nouveau-Brunswick au Canada dans la paroisse civile de Saint-Marys.